# Катакомбы (фильм, 2007)
«Катакомбы» (англ. Catacombs) — американский фильм ужасов 2007 года режиссёров Томма Кокера и Дэвида Эллиота с Шэннин Соссамон и Алишой Мур в главных ролях. Сюжет рассказывает о молодой женщине, пытающейся найти выход из катакомб Парижа с убийцей, преследующим её.
Это первый оригинальный фильм от FEARnet в сотрудничестве с Lions Gate Entertainment, вышедший 7 октября 2007 года. Саундтрек к фильму был написан Ёсики, включая заглавную песню «Blue Butterfly», написанную Ёсики и исполненную Violet UK.

## Сюжет
Молодая американка по имени Виктория, испытывающая психологические проблемы и принимающая антидепрессанты, приезжает в Париж по приглашению своей сестры Кэролин. Кэролин приглашает её на вечеринку в парижских катакомбах, которые, по её словам, являются огромной массовой могилой: 200 лет назад здесь было захоронено несколько миллионов мертвецов. На вечеринке в подземелье, где собрались десятки человек, Жан Мишель рассказывают ей страшную историю о живущем в катакомбах человеке в козлиной маске, который был выращен сатанинской сектой.
Оторвавшись от группы, Кэролин и Виктория запутались в коридоре, неожиданно на них кто-то нападает в темноте. Включив фонарик, Виктория видит свою сестру с перерезанным горлом и человека в маске козла, который начинает за ней погоню. С большим трудом она добирается до места веселья, в этот момент начинается полицейская облава. Виктория теряет сознание, придя в себя, она обнаруживает, что осталась совершенно одна. Блуждая в лабиринте, она встречает Анри, другого потерявшегося посетителя вечеринки. Пьяный Анри проваливается в яму и ломает ногу, после безуспешных попыток вытащить попутчика Виктория оставляет его в темноте. Однако, когда она вернулась, выбравшийся Анри, решивший, что Виктория оставила его умирать, начинает душить её, и ей пришлось оглушить его фонарём.
Дальнейшие блуждания по катакомбам приводят Викторию к тому, что кто-то снова начинает за ней погоню. Спрятавшись за углом, она бьёт преследователя киркой. Через несколько минут появляются Кэролин и её друзья, которые объясняют, что это была шутка: человеком в козлиной маске был один из них, однако из-за полицейской облавы они потеряли Викторию. Компания замечает человека, которому Виктория нанесла смертельный удар, им оказался Жан Мишель. Кэролин начинает ругать свою сестру, доводя её до истерики, во время которой Виктория убивает всех присутствующих. Выбравшись на поверхность, Виктория садится в такси и уезжает в аэропорт.

## В ролях
| Актёр            | Роль       |
| ---------------- | ---------- |
| Шэннин Соссамон  | Виктория   |
| Pink             | Кэролин    |
| Михай Станеску   | Жан Мишель |
| Эмиль Хостина    | Анри       |
| Кебрал Ибака     | Хьюго      |
| Раду Андрей Мику | Нико       |
| Каин Маноли      | Леон       |
| DJ Kosta         | диджей     |

## Производство
Хотя внешние кадры Парижа были сняты на месте, большая часть катакомб была снята в Бухаресте, Румыния. Реконструкции реальных парижских катакомб были построены на звуковой сцене, где была снята большая часть фильма.

## Премьера
Премьера фильма состоялась на FEARnet On Demand 1 октября 2007 года.